# AC/DC
AC/DC este o formație rock australiană, fondată în 1973 de frații Malcolm și Angus Young. Deși AC/DC este cunoscută ca fiind o trupă australiană, merită menționat faptul că fondatorii trupei, frații Angus, s-au născut în Scoția. O trupă hard rock/blues rock, ei au mai fost considerați și o trupă heavy metal, deși ei întotdeauna și-au numit muzica  "rock and roll".
AC/DC a avut multe schimbări de formulă înainte să lanseze primul lor album, High Voltage, în 1975; Malcolm și Angus erau singurii membri originali rămași în trupă. Formula trupei s-a stabilizat până când basistul Mark Evans a fost înlocuit de Cliff Williams în 1977 pentru albumul Powerage. La câteva luni după începutul înregistrărilor pentru albumul Highway to Hell, vocalistul și unul din compozitorii trupei, Bon Scott, a murit pe 19 februarie 1980 după o noapte de consum excesiv de alcool. Grupul se gândea la destrămare, dar în urma susținerii din partea părinților lui Scott, au decis să continue și să găsească un nou vocalist. Fostul cântăreț al trupei Geordie, Brian Johnson a susținut audiții și a fost selectat să-l înlocuiască pe Scott. Mai târziu în acel an, trupa a lansat noul album, Back in Black, care era un tribut pentru Bon Scott. Albumul i-a adus pe noi culmi ale succesului și a devenit albumul trupei cu cele mai mari vânzări din toate timpurile.
Următorul album, For Those About to Rock We Salute You, a fost primul lor album pe prima poziție în Statele Unite. Toboșarul Phil Rudd a fost concediat în 1983 și înlocuit de ex-toboșarul trupei A II Z, Simon Wright, care i-a părăsit pentru Dio în 1989. Trupa a avut o revenire la începutul anilor '90 cu lansarea albumului The Razors Edge. Phil Rudd a revenit în 1994 după ce lui Chris Slade, care a fost în trupă din 1989 până în 1994, i s-a cerut să plece în favoarea lui, și a contribuit la albumul din 1995, Ballbreaker. Stiff Upper Lip, lansat în 2000, a fost bine primit de critici. Albumul de studio al trupei, Black Ice, lansat în 2008, a fost al doilea cel mai bine vândut album al anului, și cel mai bine clasat album al lor de la For Those About to Rock, eventual ajungând pe prima poziție pe toate clasamentele din toată lumea. Componența trupei a rămas aceeași până în 2014 odată cu retragerea lui Malcolm Young și problemele legale ale lui Rudd. În 2016, Johnson a fost sfătuit să oprească turneele în urma înrăutățirii problemelor cu pierderea auzului și liderul Guns N' Roses, Axl Rose, a devenit vocalistul trupei pentru restul concertelor din acel an. Basistul de durată Cliff Williams a decis să se retragă și el din trupă după terminarea turneului mondial.
AC/DC a vândut mai bine de 200 de milioane de înregistrări global, incluzând 71,5 milioane de albume doar în Statele Unite, adăugându-i la Lista artiștilor cu cele mai mari vânzări în Statele Unite și Lista artiștilor cu cele mai mari vânzări. Back in Black a vândut 50 de milioane de unități în lume, făcându-l al cincilea cel mai bine vândut album al vreunui artist și al treilea cel mai bine vândut album al vreunei trupe. Albumul a vândut 22 de milioane de unități doar în SUA, unde este al șaselea cel mai bine vândut album din toate timpurile. AC/DC s-a clasat pe locul 4 în lista VH1 "100 Greatest Artists of Hard Rock" și pe locul 7 în clasamentul MTV "Greatest Heavy Metal Band of All Time"(and the most iconic). În 2004, AC/DC au fost pe locul 72 în lista Rolling Stone "100 Greatest Artists of All Time". Producătorul Rick Rubin, care a scris un eseu pe seama trupei pentru lista Rolling Stone, s-a referit la AC/DC drept „cea mai mare trupă rock and roll din toate timpurile”. În 2010, AC/DC au fost clasați pe poziția 23 în lista VH1 "100 Greatest Artists of All Time".

## Istoric

### Începutul și denumirea
Născuți în Scoția, frații George, Malcolm și Angus Young se stabilesc în Sydney, Australia. În 1963, George învață să cânte la chitară și formează una dintre cele mai de succes formații din Australia ai anilor 1960 - The Easybeats. Văzând succesul fratelui său mai mare, Malcolm Young pune bazele unei formații rock în noiembrie 1973. În trupă se mai aflau Colin Burgess, la baterie și Larry Van Kriedt, la bass, iar în urma unui anunț publicat în ziar este cooptat solistul vocal Dave Evans. Angus fiind încă la școală, Margret, sora lui, îi sugerează să poarte uniforma sa școlară pe scenă, ceea ce între timp a devenit marca sa. 

Logo-ul formației

Observând talentul fratelui său mai mic, Malcolm îl alege drept chitarist principal pe Angus. O lună mai târziu formația este botezată AC/DC. Frații Angus și Malcolm Young susțin că ideea pentru numele trupei le-a venit văzând inscripția "AC/DC" pe o mașină de cusut a surorii lor, Margaret Young. "AC/DC" este o abreviere în limba engleză de la "Curent Alternativ/Curent Continuu" ("Alternating Current/Direct Current") care apare de obicei pe transformatoarele redresoare din curent alternativ in curent continuu. Fraților le-a plăcut felul în care acest nume simbolizează energia muzicii și a spectacolelor formației. Pe logo denumirea trupei AC/DC este stilizată cu o săgeată de fulger care desparte 'AC' și 'DC' și a fost utilizată pe toate albumele de studio cu excepția Dirty Deeds Done Dirt Cheap.
Primul concert AC/DC este susținut cu ocazia Anului Nou în clubul "The Chequers" din Sydney. Prima înregistrare AC/DC este single-ul "Can I Sit Next To You Girl/Rockin' In The Parlour", în februarie 1974. Cu această ocazie apar ca producători, pentru prima oară, George Young și Harry Vanda, ce vor produce toate albumele AC/DC până în 1979.

### Era Bon Scott
Cum frații Young devin nemulțumiți de Dave Evans pe care nu îl considerau potrivit formației, Ronald Belford "Bon" Scott, șoferul formației devine noul solist pentru AC/DC.
Pe 17 februarie 1975 este lansat primul album "High Voltage", destinat numai pentru Australia. După multe schimbări în trupă, componența se stabilizează prin aducerea lui Mark Evans la bass și Phil Rudd la baterie.
Trupa are un program încarcat de concerte, dar își găsește timp pentru a compune și înregistra albumul "T.N.T." care este lansat numai în Australia și Noua Zeelanda. În 1976, AC/DC semnează un contract internațional cu Atlantic Records. La sfârșitul lui martie începe primul turneu european, iar în mai apare discul "High Voltage" (versiune internațională), pe care figurează materiale de pe primele două albume scoase în Australia. În același an este lansat și albumul "Dirty Deeds Done Dirt Cheap" în versiune numai pentru Australia și versiune internațională.
În martie 1977 este lansată versiunea pentru Australia a albumului "Let There Be Rock". Acesta le oferă șansa să cânte în deschiderea celor de la Black Sabbath. Dar, pe timpul turneului are loc o dispută între Malcolm și Geezer Butler, basistul din Black Sabbath. Malcolm îl lovește pe Geezer, iar acesta răspunde cu cuțitul. În urma acestei dispute, AC/DC este abandonat ca deschidere pentru Black Sabbath.
Evans intră în conflict cu Angus Young și este concediat, în locul lui fiind adus Cliff Williams. "Let There Be Rock" este lansat internațional și Cliff debuteză cu ocazia concertului de la Lifesavers, din Sydney. În turneul de promovare, trupa concertează în SUA și Europa.
Din februarie până în martie 1978 se înregistrează noul album "Powerage", iar lansarea are loc în aprilie, ocazie cu care trupa susține un concert la Apollo (Glasgow) care este înregistrat și inclus pe albumul live "If You Want Blood You've Got It". Pentru promoția albumului, trupa efectuează un turneu britanic cu 26 de concerte, și unul american în jur de 100 de concerte, alături de Alice Cooper, Aerosmith, Rainbow, Scorpions, UFO, Journey și Savoy Brown. În câteva luni formația vinde peste 250.000 de discuri, numai în America.
Pentru prima dată AC/DC lucrează cu un alt producător, Robert John "Mutt" Lange cu care înregistrează cel de-al șaselea album, "Highway to Hell", ce avea să fie și ultimul cu Bon Scott la voce. Acesta a fost înregistrat în studioul Roundhouse din Londra, în martie-aprilie, 1979. Albumul devine cel mai bine vândut al formației de până atunci, iar AC/DC cântă cu sălile pline.
Pe 19 februarie 1980, Bon Scott îi face o vizită tour managerului Ian Jeffery pentru a lua masa împreună, iar seara pleacă la clubul Music Machine. După închiderea clubului, Bon pleacă alături de un prieten al său, Alisdair Kinnear. Bon, fiind în stare de ebrietate leșină în mașina lui Kinnear, care îl lasă acolo. Dimineața următoare, observând că Bon și-a pierdut cunoștința, Kinnear îl duce la spitalul King's College, dar prea târziu. În urma autopsiei medicii au declarat că moartea sa a survenit în urma abuzului de alcool ("Acute alcohol poisoning"). Bon Scott avea 33 de ani.
După moartea lui Bon, grupul se gândea dacă să continue fără el sau să renunțe. Până la urmă frații Young hotărăsc că Bon ar fi dorit ca AC/DC să meargă mai departe și fără el. Trupa începe căutarea unui nou vocalist, iar pe lista candidaților se aflau, printre alții: Stevie Wright (Easybeasts), Terry Slesser (Back Street Crawler), Buzz Shearman (Moxy) și ultimul pe listă Brian Johnson (Geordie). Brian cântă doar două piese la audiție: "Whole Lotta Rosie" și "Nutbush City Limits" a lui Tina Turner, iar după câteva zile este numit noul vocalist AC/DC.
Era Brian Johnson 
Trupa începe înregistrarea albumului "Back in Black" cu producătorul Robert John "Mutt" Lange. Deși lucrul la album începuse înainte de moartea lui Bon, trupa decide să refacă albumul de la început, incluzând și versurile lui Brian Johnson. "Back in Black" este lansat în iulie 1980 și în câteva săptămâni ajunge numărul 1 în topurile britanice, numărul 4 în SUA și pe locul 2 în Australia. Având câteva dintre cele mai mari hituri ale trupei, precum "Hells Bells", "You Shook Me All Night Long," sau piesa de titlu, "Back in Black" devine cel mai popular album AC/DC, ajungând pe locul 2 în topul celor mai bine vândute albume.
În 1981 apare albumul For Those About to Rock care se vinde bine și este primit pozitiv de către critici. De altfel, melodia care dă titlul albumului devine practic un imn al rock-ului și de fiecare dată când este cântată de trupă, la finalul concertelor, este însoțită de salve de tun. 
În 1983 și 1985, AC/DC înregistrează: Flick of the Switch și 
Fly on the Wall, iar în 1986, Who Made Who un soundtrack pentru filmul lui Stephen King's, Maximum Overdrive.
În 1988, albumul Blow Up Your Video se va dovedi un succes comercial, dar adevăratul come-back al trupei se va produce odată cu hitul Thunderstruck de pe noul album The Razors Edge lansat în 1990. Perioada 1990-1993 se va dovedi foarte aglomerată pentru băieți. Odată cu turneul de promovare al albumului, AC/DC cântă în Rusia în fața a aproape un milion de oameni într-un festival care îi mai includeau și pe cei de la Metallica, lansează video-ul: LIVE at DONINGTON - concert susținut în august 1991 de trupă în fața a 100.000 de oameni la Castle Donington (Anglia), iar în 1992 e lansat dublul album live intitulat chiar LIVE. În 1993, AC/DC filmează alături de Arnold Schwarzenegger clipul piesei Big Gun de pe coloana filmului Last Action Hero piesă care a ajuns number one în US Mainstream Rock.
În 1995 este lansat un nou album de studio Ballbreaker al cărui prim single este binecunoscuta piesă Hard as a rock. Odată cu lansarea noului album,  Chris Slade e înlocuit cu Phill Rudd, fostul toboșar al trupei în perioada 1975-1983.
În noiembrie 1996, este lansat și un material video No bull cu concertul susținut la Plaza De Toros de las Ventas din Madrid din iulie același an.
În 2000, trupa înregistrează Stiff upper lip, editează video un concert magnific susținut la "Munchen pe Olympia Stadion" (80.000 de fani) și cânta pe 30 iulie 2003 alături de Rolling Stones și Rush la Molson Canadian Rocks for Toronto în fața a 500.000 de oameni.
Reeditarea în 2003 a albumului Back in Black (1980) va înregistra numai în SUA vânzări de peste 22 milioane de copii (Double Diamond), ceea ce va face din AC/DC "the fifth-best-selling band in US history". În același an, intră în "Hall Of Fame", primind un premiu onorabil pentru cariera de succes.
În octombrie 2008, este realizat un nou album de studio Black Ice.
Deși nu aduce mai nimic nou albumul "rupe" pur și simplu topurile internaționale fiind number one în 29 țări din America de Nord până în Europa și Australia ceea ce denotă uriașul număr de fani pe care trupa îi are în toată lumea. În decembrie 2009 erau peste 6,2 milioane copii vândute în întreaga lume, albumul fiind nominalizat pentru premiile Grammy 2010 la categoria "Best Rock Album".
Turneul inițiat cu prilejul albumului a început în octombrie 2008 și a înregistrat concerte cu casa închisă încă de la debut, bilete pentru locații cum ar fi Wembley, Stade de France, Olympia Stadium, etc., locații cu peste 70.000 locuri au fost epuizate doar în câteva zile.
De altfel în perioada 2008-2010, Black Ice World Tour a înregistrat încasări de $441.6 de millioane de dolari în 168 de concerte și cu un public estimat la circa 4.9 milioane de spectatori clasându-se pe locul 2 în topul celor mai de succes turnee din istorie, după turneul Rolling Stones: A Bigger Bang, cu un total de 558.3 milioane în 147 de concerte.
După lansarea Iron Man 2 (soundtrack /Compilation, 2010), pe 10 mai 2011 este lansat DVD Live at River Plate - concert desfășurat pe Estadio Antonio Vespucio Liberti din Buenos Aires(decembrie 2009) împreună cu live album conținând înregistrări din Black Ice World Tour.
La premiera mondială a DVD-ului AC/DC "Live At River Plate" din 6 mai la Londra în HMV Hammersmith Apollo, Angus Young, chitaristul trupei AC/DC, declara că trupa își plănuiește deja următorul turneu și speră să depășească succesul Black Ice Tour: "În aceste momente ne gândim, oare vom putea depăși vreodată succesul Black Ice Tour? eu cred că o vom face".
Bateristul formației, Phill Rudd, și-a lansat albumul solo de debut, Head Job, pe 29 august 2014. El a confirmat că va urma un nou turneu AC/DC și a declarat că formația nu are intenția de a se retrage, adding.
Pe 23 septembrie 2014, conducerea Albert Music a confirmat că unul din membrii fondatori ai trupei, Malcolm Young, se retrage oficial din formație, datorită problemelor de sănătate, locul său fiind ocupat de nepotul său și al lui Angus, Stevie Young. Stevie a mai cântat cu AC/DC în 1988, cu ocazia turneului de promovare al albumului "Blow up your video" în America de Nord, atunci când, de asemenea, l-a înlocuit pe Malcolm Young. Totodată s-a anunțat că formația a pregătit un nou album, Rock or Bust, cu 11 piese, care urmează să fie lansat pe 28 noiembrie 2014 – acesta fiind primul album istoria AC/DC fără participarea lui Malcolm Young la înregistrări. De asemenea, formația și-a anunțat planurile de a susține un nou turneu de promovare a noului album începând cu 2015.
Imediat după lansare, albumul Rock or Bust s-a dovedit a fi un succes, intrând în top 40 în mai multe țări. Albumul a ajuns pe locul 1 în 11 țări, printre care Australia, Canada, Germania și Suedia. A fost, de asemenea, locul 39 în Franța și locul 19 în Elveția.
Turneul mondial de promovare a noului material discografic va reprezenta aniversarea a 40 de ani de la lansarea primului material discografic a trupei AC/DC și 40 de ani de activitate. 
Deși prima reprezentare live a formației de anul acesta a avut loc la a 57-a ediție a premiilor Grammy (57th Annual Grammy Awards). Primele două concerte din turneu vor avea loc în orașul Indio din Statele Unite pe 10, respectiv 17 aprilie 2015, ajungând în Europa pe 5 mai 2015 în Arnhem, Olanda, revenind în America de Nord pe 22 august.

## Galerie

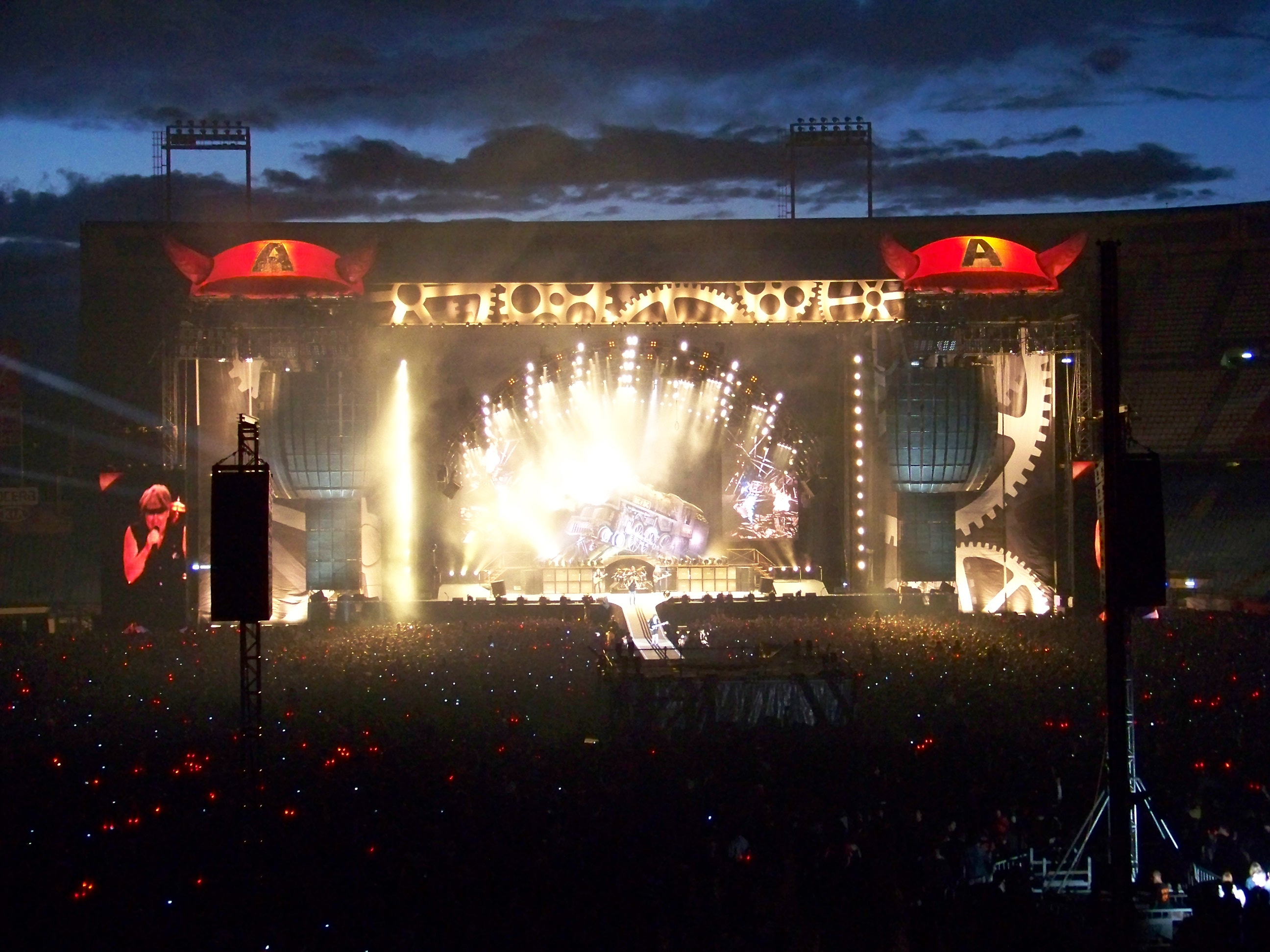
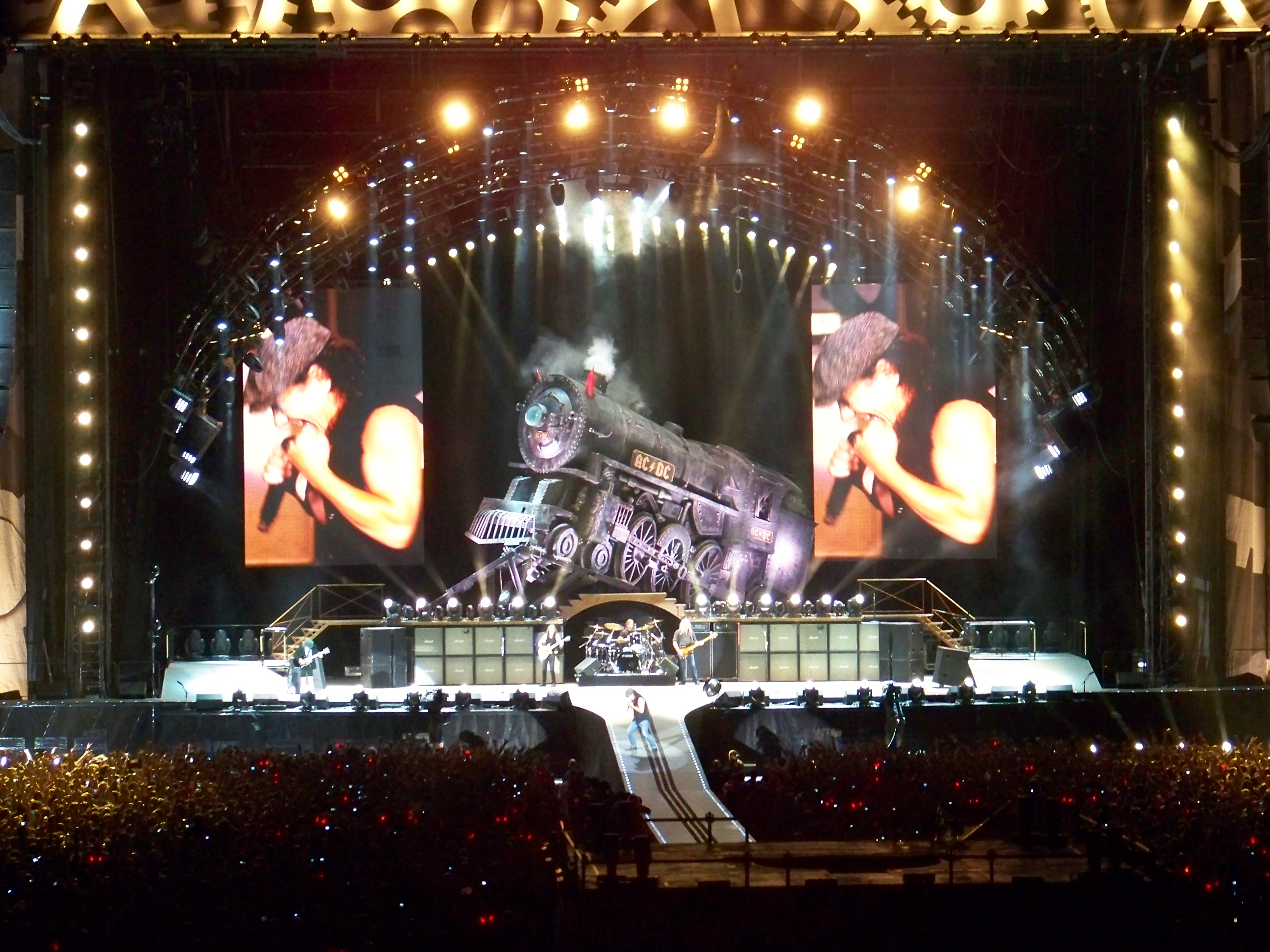
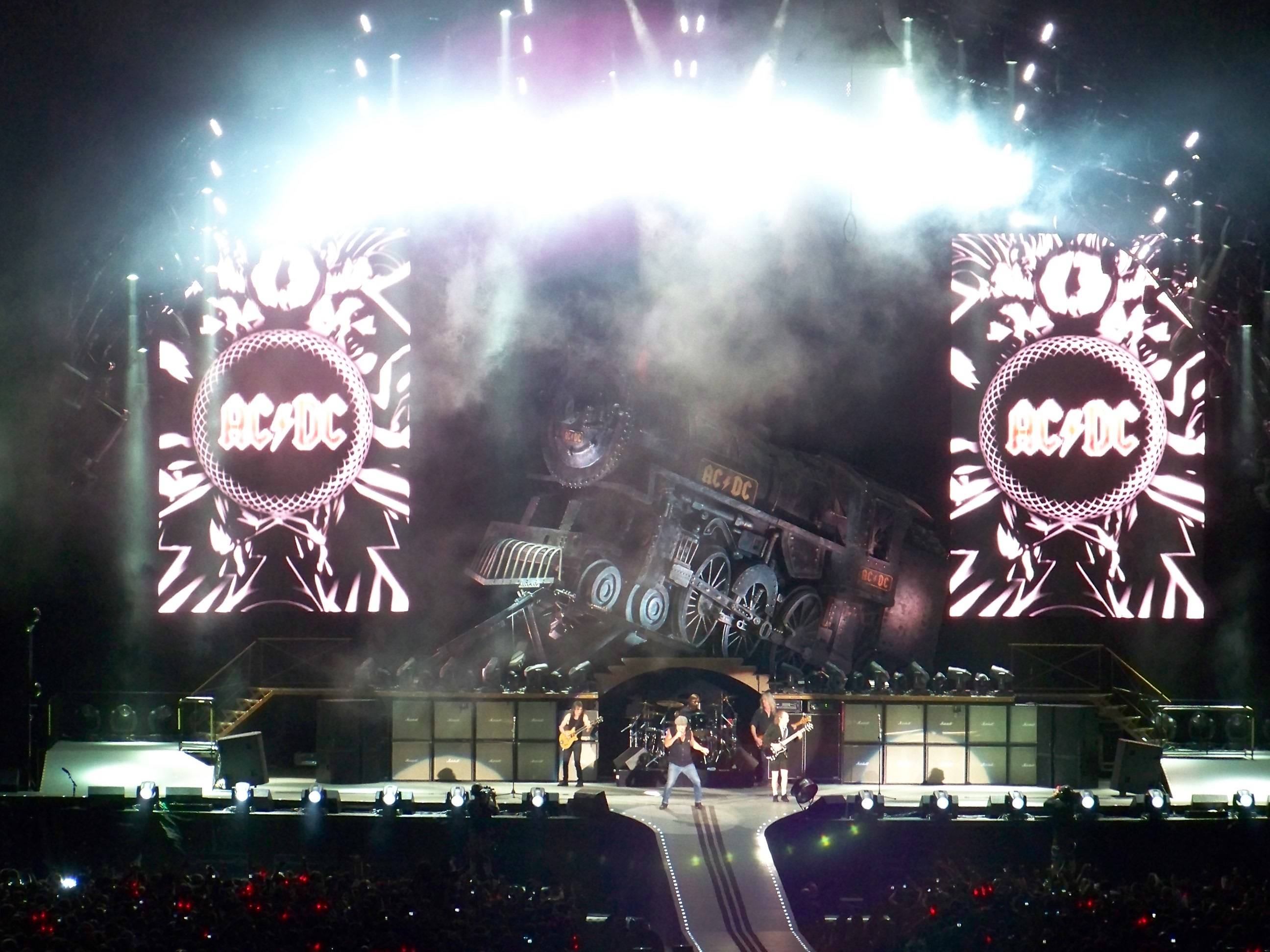
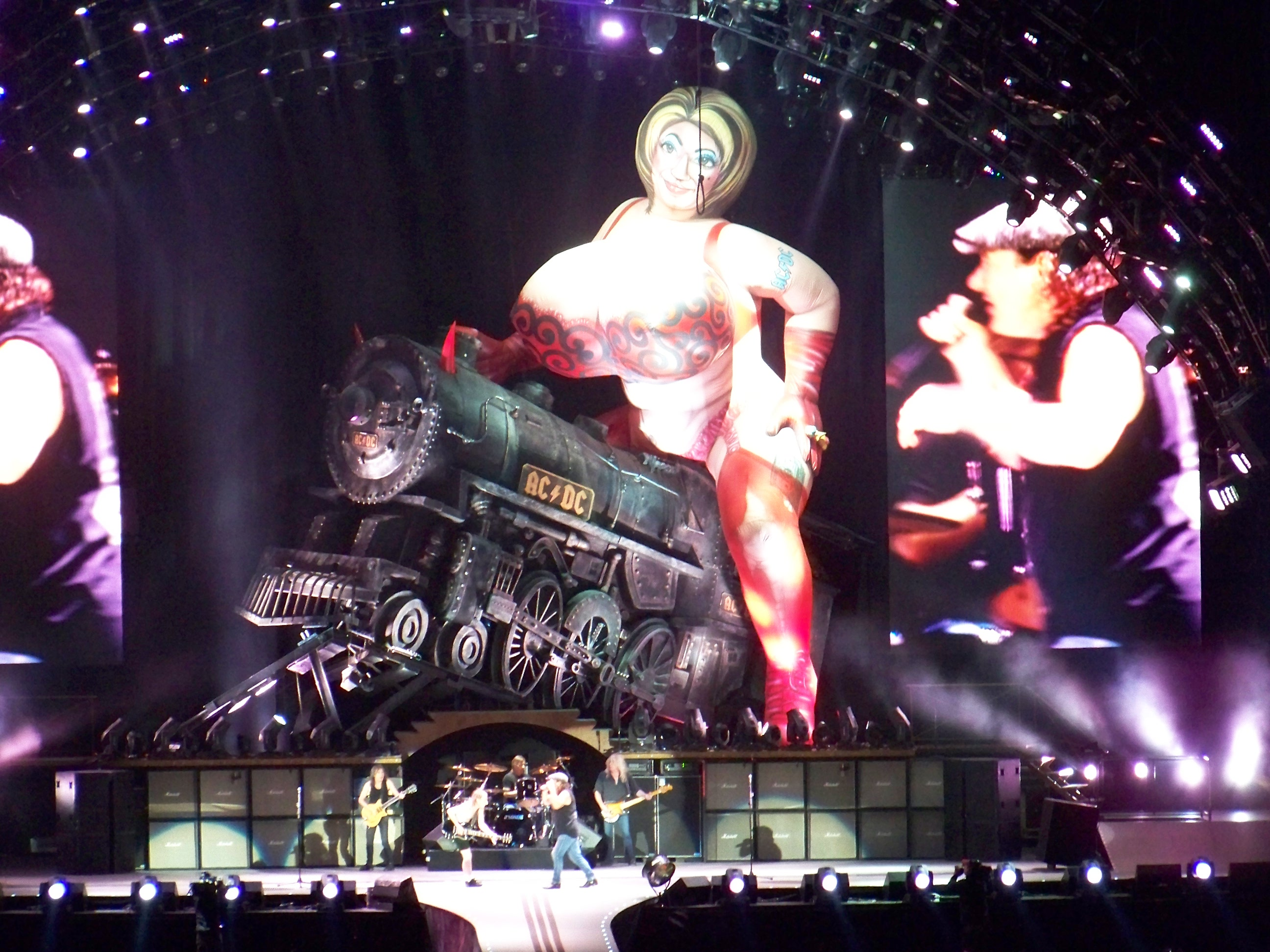

## Discografie
Format:Mainlist

### Albume de studio
- High Voltage (1975) (doar în Australia)
- T.N.T. (1975) (doar în Australia)
- High Voltage (1976) (versiunea internațională)
- Dirty Deeds Done Dirt Cheap (1976)
- Let There Be Rock (1977)
- Powerage (1978)
- Highway to Hell (1979)
- Back in Black (1980)
- For Those About to Rock We Salute You (1981)
- Flick of the Switch (1983)
- Fly on the Wall (1985)
- Blow Up Your Video (1988)
- The Razors Edge (1990)
- Ballbreaker (1995)
- Stiff Upper Lip (2000)
- Black Ice (2008)
- Rock or Bust (2014)
- Power Up (2020)

### Albume live
- If You Want Blood You've Got It (1978)
- Live at Donington (1991)
- Live (1992)
- Live: 2 CD Collector's Edition (1992)
- Live from the Atlantic Studios (1997)
- Let There Be Rock: The Movie (1997)
- Stiff Upper Lip-Live Video' (2003)
- Live at River Plate' (2011)

## Componență

### Membri actuali
- Angus Young — chitară solo (1973–prezent)
- Stevie Young — chitară ritmică, back vocal (1988, 2014–prezent)
- Cliff Williams — chitară bas, back vocal (1977-prezent)
- Phil Rudd — baterie (1975–1983, 1994–prezent)
- Brian Johnson — voce (1980-prezent)

### Foști membri
- Malcolm Young — chitară ritmică, back vocal (1973–2014)
- Bon Scott - voce (1974-1980)
- Dave Evans - voce (1973-1974)
- Mark Evans - bass (1975-1977)
- Chris Slade - baterie (1989-1994)
- Simon Wright - baterie (1983-1989)